# Piotr Świąc
Piotr Karol Świąc (ur. 6 maja 1967 w Gdańsku, zm. 5 marca 2021 w Borczu) – polski dziennikarz, prezenter telewizyjny, wydawca i autor programów, a także wykładowca i nauczyciel akademicki.

## Życiorys

### Kariera telewizyjna
Ukończył studia na Wydziale Zarządzania i Podyplomowe Studium Dziennikarstwa na Uniwersytecie Gdańskim. Odbył szkolenia i staże zagraniczne, m.in. w Niemczech (Radio Bremen). Był prowadzącym Wiadomości w TVP1 i gospodarzem porannego pasma ogólnopolskiego w TVP Info. W latach 1994–2001 był prezenterem studia oprawy TVP1. Był dziennikarzem i prowadzącym TVP3 Gdańsk (programy: Panorama, Forum Panoramy i Forum Gospodarcze).
Piotr Świąc został wyróżniony nagrodami środowiska dziennikarskiego na Przeglądzie i Konkursie Oddziałów Terenowych TVP. Otrzymał również m.in. nagrodę „Ostrego Pióra”, przyznawaną przez Business Centre Club.

### Wykładowca akademicki
Piotr Świąc prowadził zajęcia dydaktyczne i wykłady na Wydziale Nauk Społecznych Uniwersytetu Gdańskiego na kierunku dziennikarstwo i komunikacja społeczna.

### Śmierć i pożegnanie

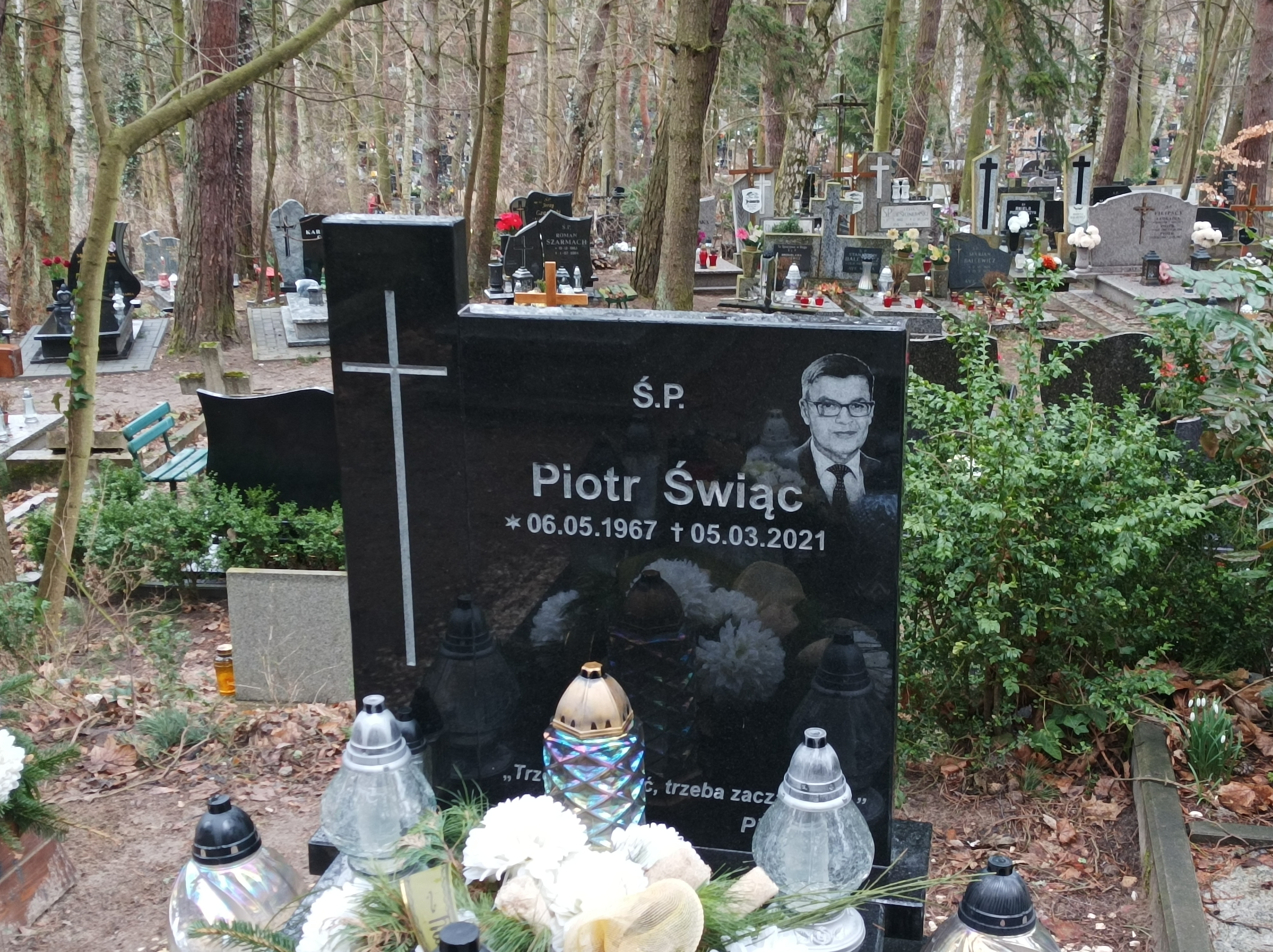
Grób Piotra Świąca na cmentarzu Srebrzysko w Gdańsku

5 marca 2021 zginął w wypadku drogowym w miejscowości Borcz na Kaszubach w województwie pomorskim, wracając z planu wieczornego wydania Panoramy w TVP3 Gdańsk. Po godzinie 22:20, w prowadzonego przez niego Volkswagena Golfa, najechało pędzące z przeciwka w kierunku Żukowa Renault Mégane prowadzone przez pijanego i będącego pod wpływem amfetaminy 23-letniego mieszkańca powiatu kartuskiego, który zjechał na przeciwległy pas ruchu i również zginął w wypadku.. 
13 marca 2021 po mszy świętej pogrzebowej w archikatedrze oliwskiej, urna z prochami dziennikarza została złożona na cmentarzu Srebrzysko w Gdańsku. Pośmiertnie w 2021 został odznaczony Złotym Krzyżem Zasługi.

## Życie prywatne
Syn Barbary i Zbigniewa.